# Noi due (film 2008)
Noi due è un film per la televisione trasmesso su Rai 2 il 12 giugno 2008, diretto dal regista Massimo Coglitore, con Federico Costantini (Jack), Giulia Steigerwalt (Greta), Claudio Bigagli (Antonio, padre di Greta), Elena Cucci (Marta) e Alessio Vassallo (Leo).
I titoli di apertura indicano come ispirazione del film il romanzo Jack Frusciante è uscito dal gruppo di Enrico Brizzi.

## Trama
Jack è il classico adolescente dedito alle feste con gli amici e alle ragazze, appassionato di corse in moto e casinista. Un giorno, all'improvviso, conosce ad un party, a casa sua, un'infiltrata: Greta, pianista sua coetanea, ricca, ma con una malattia cardiaca congenita. Tra i due subito scocca la scintilla, ma purtroppo il ragazzo non sa della grave malattia di lei, la quale, capito il forte sentimento che prova, tende ad allontanarlo per non soffrire. Jack lascia amici e moto per dedicarsi a Greta che dovrà partire per il Canada, per un intervento chirurgico molto delicato.

## Festival
Noi due è stato presentato in anteprima, in concorso internazionale, alla prima edizione del Roma Fiction Fest 2007 e al Telegrolle 2008 a Saint-Vincent.